# Nigel, a világ legmagányosabb madara
Nigel, a szula madár, egy apró, lakatlan új-zélandi szigeten, Manán élt, ahol éveken át „reménytelenül” udvarolt betonból készült szerelmének, majd 2018. február 1-jén elhunyt. A világsajtó a természetvédők bejelentése után kezdett el foglalkozni szomorú történetével, ekkor kezdték el használni a „világ legmagányosabb madara” kifejezést.

## Története
Az említett apró sziget már 40 éve lakatlan volt, amikor természetvédők úgy döntöttek, az új-zélandi kormány támogatásával, hogy megpróbálják újra benépesíteni a környékre jellemző madárfajokkal, növényzettel, fákkal. Az egyik legjellemzőbb madárfaj, amit szerettek volna visszacsalogatni, a szula. A fajra hasonlító betonmadarakat helyeztek el a szigeten, és napelemekkel működő hangszórókon keresztül sugározták a jellegzetes szulahangokat. Hosszas próbálkozás után érkezett a szigetre 2013-ban Nigel. A madár szinte azonnal udvarolni kezdett az egyik betonból készült madárnak, és élete hátralévő részében folyamatosan próbált kommunikálni vele, „ápolta tollait”, idejének nagy részét mellette töltötte. Élettelen testét is „párja” mellett találták meg.
A szigeten több önkéntes is megpróbált mindent annak érdekében, hogy jobb körülményeket teremtsenek a magányos madárnak. Szomorú sorsa akkor teljesedett be, amikor halála előtt pár héttel 3 további szula madár érkezett a szigetre. De addigra már Nigel olyannyira elszokott a közösségi élettől (vagy annyira „hűséges” maradt szerelméhez), hogy nem barátkozott fajtársaival, minden idejét „párja” mellett töltötte, halála napjáig.
A sziget természetvédelméért felelős Chris Bell nyilatkozta a következőket: „Akár magányos volt, akár nem, az biztos, hogy soha nem részesült semmiféle viszonzásban, és ez biztosan egy nagyon különös léthelyzet lehetett, miután éveket töltött udvarlással. Azt gondolom, hogy mindannyian nagyon együtt érzünk vele, mivel egy igazán reménytelen helyzetben volt.”

## Jelentősége
A kutatók véleménye szerint Nigel ottléte vonzhatta oda a többi madarat, vagyis áldozata nem volt hiábavaló. Amennyiben a 3 szula képes lesz kolóniát alapítani, Nigel lesz majd az, akinek ez a legnagyobb mértékben köszönhető.